# Mogielnica (województwo podkarpackie)
Mogielnica (do 1968 roku Mogielnice) – wieś w Polsce położona w województwie podkarpackim, w powiecie rzeszowskim, w gminie Boguchwała.
| SIMC    | Nazwa    | Rodzaj    |
| ------- | -------- | --------- |
| 0645010 | Gruszawa | część wsi |
| 0645027 | Kamionka | część wsi |
| 0645033 | Korczyna | część wsi |
| 0645040 | Środek   | część wsi |

W latach 1975–1998 miejscowość administracyjnie należała do województwa rzeszowskiego.
Miejscowość jest siedzibą parafii Podwyższenia Krzyża Świętego i NMP Matki Kościoła, należącej do dekanatu Boguchwała, diecezji rzeszowskiej.

## Historia
Wieś leży w dolinie potoku Mogielnica na północ od Lutoryża, od którego oddziela ją wzniesienie, pomiędzy Niechobrzem na zachodzie a Boguchwałą na wschodzie. W okresie dawnej Rzeczypospolitej pomiędzy Niechobrzem w województwie sandomierskim a Boguchwałą w województwie ruskim ciągnęła się historyczna granica Polski i Rusi, ustalona w toku walk w XI–XIII wieku, która straciła charakter międzypaństwowy po podboju Rusi Halicko-Włodzimierskiej przez Kazimierza Wielkiego po 1340 i wcieleniu jej do Polski przez Jadwigę Andegaweńską w 1387. Granica etniczna przesunęła się wówczas o 20–40 km na wschód w wyniku zasiedlenia obszaru przez ludność polską i asymilacji ludności ruskiej.
Teren Mogielnicy pozostawał niezamieszkany w pierwszej dekadzie rządów austriackich po I rozbiorze Polski według stanu odzwierciedlonego na mapie Miega (1779–1783).
W 1849 Mogielnica była przysiółkiem na północnych obrzeżach Lutoryża. Pod koniec XIX w. składała się z „kilku chat” na prawym, południowym brzegu potoku, które sąsiadowały z polami uprawnymi Niechobrza. Pola te również nazywano od potoku Mogielnicą.
W 1932 w Niechobrzu-Mogielnicach powstała publiczna szkoła powszechna, której pierwszym dyrektorem został Jan Ulrych. Nauka była prowadzona do 1947 wyłącznie w prywatnych domach (do 1939 Stanisława Brody, 1939–1945 Mateusza Kyca, po 1945 Józefa Chrzanowskiego i Tomasza Gila) i przeniosła się do murowanego budynku szkoły w 1958. 
W 1934 w gromadzie Niechobrz gminy Racławówka wyodrębniana była miejscowość Mogielnice.
W 1945 na terenie późniejszych Mogielnic istniał jeden murowany dom, należący do właścicielki lasu Larskiej.
Jesienią 1945 ukonstytuowała się Ochotnicza Straż Pożarna w Mogielnicach, której pierwszym komendantem został Tadeusz Rusinek.
W 1948 z połączenia przysiółków Lutoryża, Niechobrza i Boguchwały powstała wieś Mogielnice. Oś jej rozwoju wytyczyło koryto potoku Mogielnica i biegnąca nim droga do Boguchwały.
W 1954 Mogielnice weszły wraz z Lutoryżem i Zwięczycą w skład nowo utworzonej gromady w Boguchwale.
W 1957 nastąpiła elektryfikacja wsi, a w 1958 oddane do użytku zostały budynki szkoły i domu ludowego.
W latach 1960–1968 zbudowana została w czynie społecznym mieszkańców droga do Boguchwały (obecnie droga powiatowa 1407R), co umożliwiło uruchomienie w 1975 linii autobusowej 33 do Rzeszowa. 
W 1981 biskup Ignacy Tokarczuk doprowadził przy udziale mieszkańców do rozpoczęcia konstrukcji kościoła, a w 1982 parafia rzymskokatolicka rozpoczęła działalność.
Rozbudowa infrastruktury objęła sieć gazową w 1989, telefoniczną w 1991 i wodociągową w 1999.
W 1995 powstała Biblioteka Publiczna, w 1998 filia Gminnego Ośrodka Kultury i Wypoczynku, a w 1999 Ludowy Klub Sportowy „Grom”.
Między Mogielnicą a Lutoryżem przebiega budowany od 2020 w ramach trasy Via Carpatia odcinek drogi ekspresowej S19.